# Металургійний комбінат у Мусаффах (EISF)
Металургійний комбінат у Мусаффах (EISF) – металургійний майданчик, що належить компанії Emirates Iron and Steel Factory (EISF) та діє у індустріальній зоні Мусаффах в еміраті Абу-Дабі (Об’єднані Арабські Емірати).
В 1998 році група General Holding Corporation (SENAAT) створила компанію EISF, завданням якої був випуск будівельної арматури із імпортованої сортової заготовки. В межах цього проекту ввели в дію прокатний стан потужністю 0,5 млн тон на рік.
В подальшому вирішили перетворити майданчик EISF на повноцінний металургійний комбінат, для чого в 2009 та 2011 роках ввели в дію дві черги, кожна з яких мала:
- установку прямого відновлення заліза продуктивністю 1,6 млн тон на рік;
- електродугову піч ємністю 150 тон та продуктивністю від 196 до 236 тон на годину, що дозволяло забезпечувати річну потужність у 1,4 млн тон сталі;
- піч-ківш;
- машину безперервного виливу заготовки.
Майже вся отримана сортова заготовка призначалась для потреб самого комбінату, який отримав три нові прокатні стани сукупною річною потужністю 2,1 млн тон – для випуску будівельної арматури (0,62 млн тон), катанки (0,48 млн тон) та великосортового прокату (1 млн тон).
В 2014-му обидві установки прямого відновлення були модернізовані із доведенням річної потужності кожної до 2 млн тон. Також є відомості, що потужності сталеплавильного та прокатного переділів комбінату були збільшені до 3,5 млн тон. 
Для роботи установок прямого відновлення комбінат щорічно потребує 5 млн тон залізорудних котунів. Також для цього процесу потрібні великі обсяги природного газу, який надходить в район Абу-Дабі по системі Хабшан – Схід.
З метою досягнення високої енергоефективності гарячобрикетоване залізо з установок відновлення може подаватись прямо до сталеплавильних печей. Так само машини безперервного виливу заготовок можуть передавати частину продукції напряму на прокатний стан, що дозволяє оптимізувати витрати на печах розігріву. 
У 2016-му ввели в дію експериментальний проект із уловлювання діоксиду вуглецю, який у великому обсязі утворюється під час діяльності комбінату. Встановлене обладнання може щорічно захоплювати біля 800 тисяч тон зазначеного газу, що призначений для закачування у поклади нафтових родовищ з метою підтримки пластового тиску.